# Burgund

Hertigdömet Burgunds flagga.

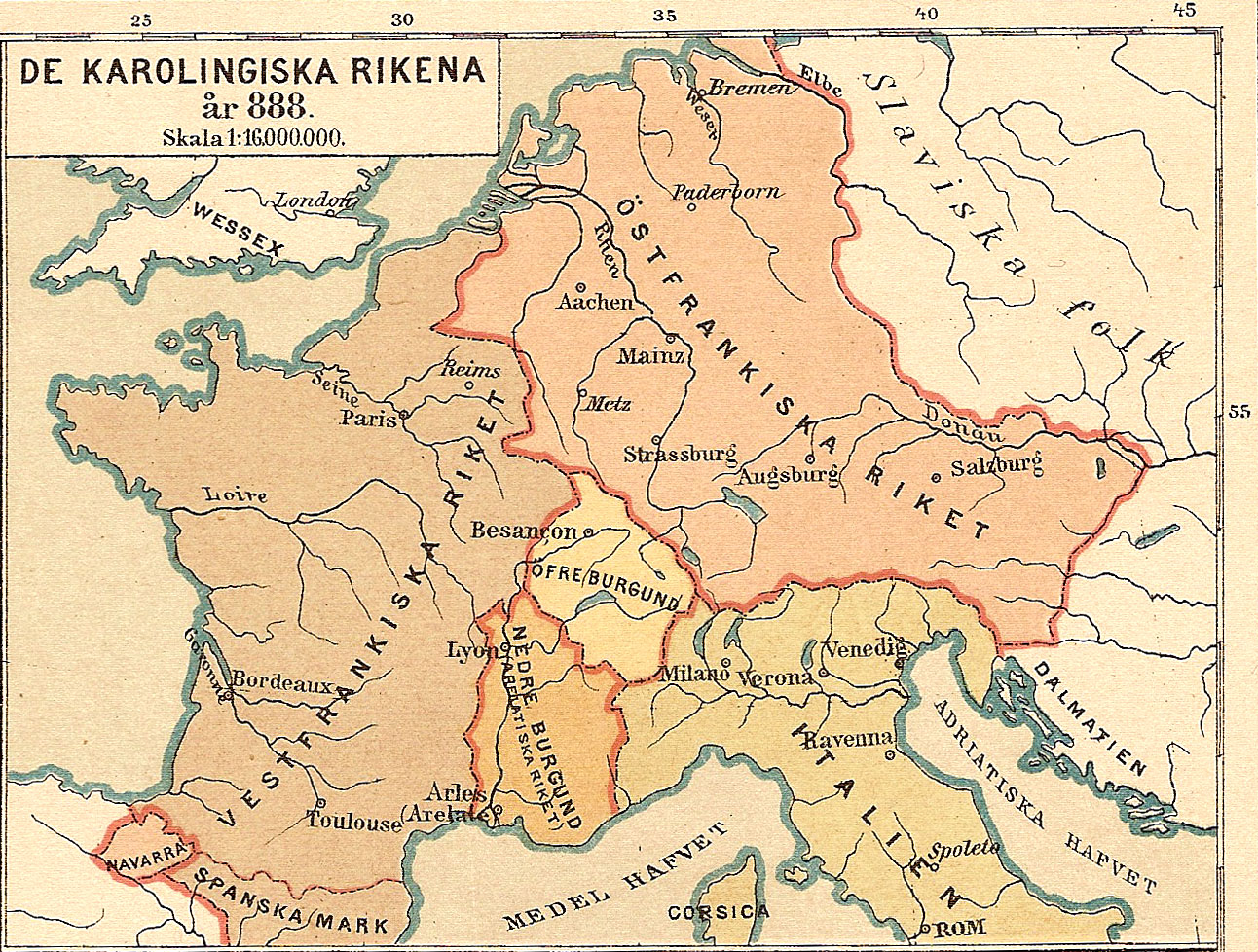
Historisk karta över de karolingiska rikena, med övre och nedre Burgund, år 888.

Burgund är en historisk region i dagens Frankrike och Schweiz. Det historiska landskapet Bourgogne och dagens något större region Bourgogne, vars namn betyder Burgund på franska, utgör en del av de territorier kallade Burgund som tidigare har existerat.

## Burgundernas rike
Burgunderna befann sig enligt de äldsta uppgifterna om dem i områden öster om Oder. Enligt uppgifter uppgav de sig härstamma från Bornholm. Under 200-talet befann de sig vid floden Main. 406 korsade de floden Rhen.
443 erhöll en del av burgunderna tillstånd av romarna att slå sig ned i området kring Genèvesjön, till att börja med under romersk överhöghet. Jorden delades mellan romare och burgunder, och konflikterna här förefaller ha varit mindre än på många andra håll, trots att burgunderna blev arianer. Den förste kände burgundiske kungen var Gundovech. Han kämpade i åtskilliga strider på Avitus sida och utvidgade burgunderriket betydligt.
463 korsade burgunderna floden Drôme. Deras huvudstad blev Lyon. Vid Gundovechs död 470 var deras rike vid sidan av visigoternas rike det mäktigaste i Gallien. Det utvidgades under 470-talet åt olika håll och nådde i söder en tid fram till Medelhavet. Efter 480 omtalas fyra söner till Gundovech som samregenter: Gundobad, Godigisel, Chilperik II och Godomar. Gundobad regerade i Lyon och verkar ha haft viss överhöghet över de andra. Hans mest betydande insats var kodifieringen av de burgundiska lagarna. Mellan honom och Godegisel fanns en konflikt; Gundobad anslöt sig till Theoderik den stores ostrogotiska statskoalition medan Godegisel sökte stöd hos frankernas kung Klodvig I. Gundobad segrade i striden och tillfångatog och lät 501 avrätta Godigisel. Då de två andra bröderna redan tidigare hade dött blev Gundobad då ensam kung i Burgund. Han bröt med sin tidigare politik, ingick allians med Frankerriket och deltog på deras sida 507 i kriget mot visigoterna. 516 avled han och efterträddes av sonen Sigismund, som var katolik och gynnsamt inställd mot det katolska prästerskapet.
Sigismund försökte stärka sin utrikespolitiska ställning genom en allians med den bysantinske kejsaren. Denna allians skyddade honom dock inte från frankerna, som 523 gick in i Burgund, besegrade hans trupper och tillfångatog honom. Därefter styrdes Burgund av hans broder Godomar. Godomar utnyttjade motsättningarna inom det Frankiska riket och besegrade 524 deras trupper. Ett förnyat frankiskt anfall 532–534 slutade dock med hans nederlag och Burgunds uppdelning mellan de anfallande frankiska kungarna.
Orsakerna till det burgundiska rikets förfall var flera: motsättningarna mellan romanska och germanska folkslag, samt mellan katoliker och arianer, avtagande stridsduglighet, kungarnas bristande begåvning och ogynnsamma geografiska gränser.

## Merovingiska kungariket Burgund
Under den merovingiska tiden räknades Burgund som en av rikets delar, och genom frankernas väldes sönderfall återuppstod vid flera tillfällen Burgund som självständig stat. Kungarna här benämndes kungar av Burgund, så bland annat Gunthchramn.. Området ingick senare i karolingernas rike.

## Frankerrikets delning

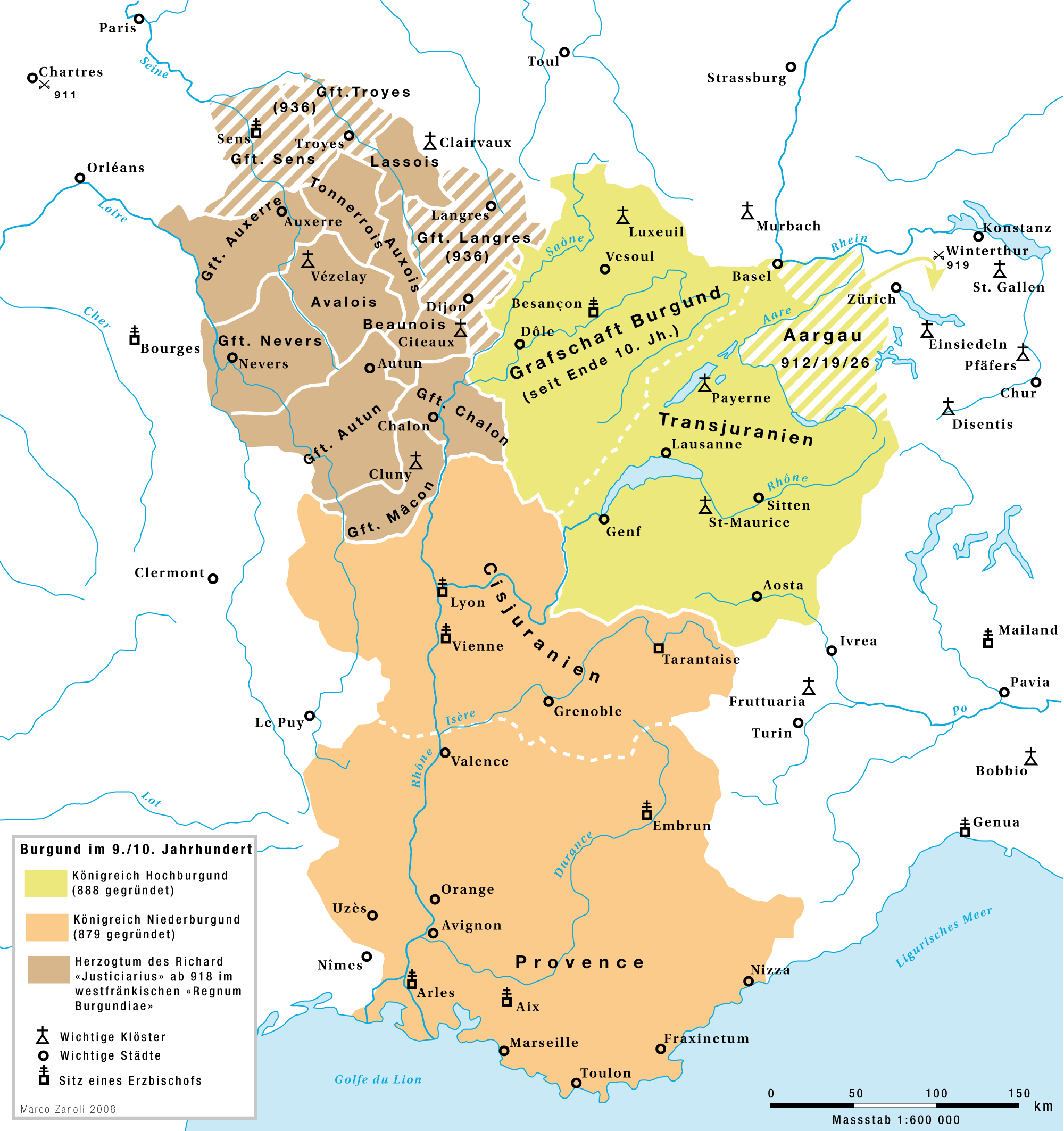
Burgund under 900-talet med Övre Burgund i gröngul färg, Nedre Burgund i orange och det senare hertigdömet Burgund i brunt.

Fördraget i Verdun år 843 ledde till en delning av Burgund:
- Den större delen tillföll Lothar och blev en del av det mellanfrankiska riket.
- Områdena i norr, väster om Saône tillföll det västfrankiska riket. Här uppstod senare hertigdömet Burgund.

## Området i Francia Media och dess senare historia
Lothar dog år 855. Hans rike delades och Burgund (utom den västfrankiska delen) tillföll den yngste sonen, Karl.

### Kungariket Cisjuranska (Nedre) Burgund
Cisjuranska, även kallat Nedre Burgund eller Arelat uppstod sedan Boso av Provence 879 lät utropa sig till kung av Burgund och 882 mottog riket som län av kejsaren. Det ärvdes 887 av Ludvig den blinde, som blev kejsare 901. Under hans regering var Burgund inblandat i de pågående italienska striderna. Efter hans död förenades det 933 med Övre Burgund.

### Kungariket Transjuranska (Övre) Burgund
Övre Burgund grundades 888 av kung Rudolf I, och omfattade landet nordost om Nedre Burgund, Franche-Comté en del av Savojen samt det nuvarande västra Schweiz fram till Basel, Solothurn och Wallis. Rudolf låg i krig med kung Arnulf av Kärnten och måste erkänna honom som länsherre. Han efterträddes 912 av sin son Rudolf II av Burgund vilken genom en framgångsrik utrikespolitik skaffade sig besittningar i Italien, vilka han 933 bytte mot Nedre Burgund, och blev därigenom kung av det förenade Burgund eller Arelat.

### Förenade Burgund eller Arelat
Det Förenade Burgund blev ett svagt sammanhållet rike med självstyrande hertigdömen. Rudolf III av Burgund testamenterade 1032 riket till den tysk-romerske kejsaren, vilket gjorde att landet under Konrad II 1033-38 förenades i personalunion med Tyskland och Italien. Kungadömet Burgund kom att formellt bli ett av Tysk-romerska rikets tre delkungadömen, men spelade i praktiken en underordnad roll som politisk enhet. Stora delar av området tillföll under 1300- och 1400-talet Frankrike. Området norr om Genèvesjön kom dock till Bern.

## Hertigdömet Burgund
Den nordvästra delen av Burgund som år 843 tillföll det västfrankiska riket blev ett hertigdöme (ducatus Burgundiae, 1075) under franske kungen. Den ätt som tidigast regerade här, hade som sin mest kände medlem Rudolf av Burgund, vilken 923 blev kung av Frankrike. Efter strider i början av 1000-talet kom Burgund i den captetingiska ättens händer och förlänades 1032 av kung Henrik I av Frankrike till hans bror Robert. Den capetingiska sidogrenen regerade Burgund till 1361, då den utslocknade och Burgund tillföll kronan. Johan den gode infogade dock inte området med kronans domäner utan förlänade Burgund till sin son Filip II av Burgund, vilket blev inledningen till Burgunds blomstringstid.

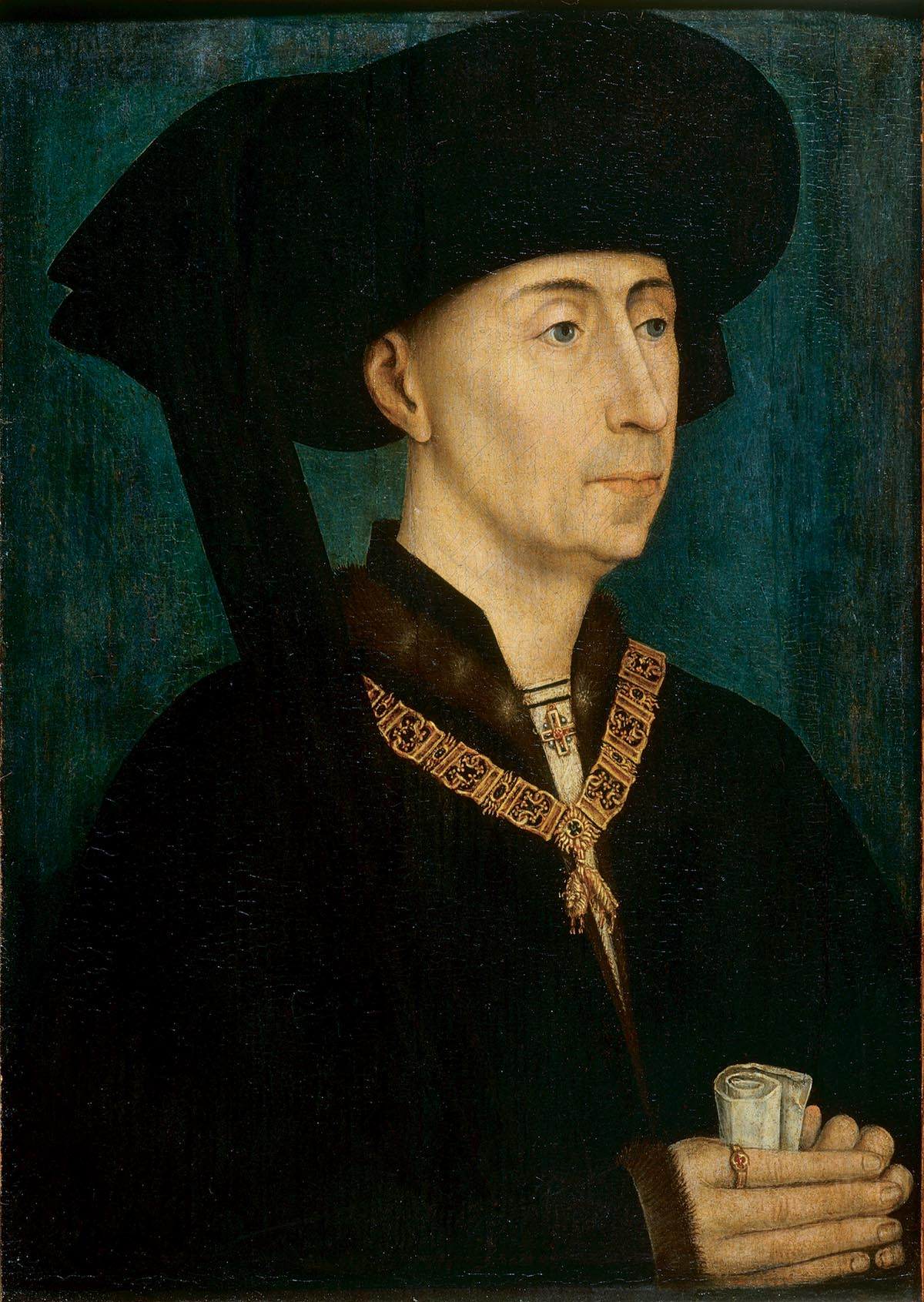
Filip III "den gode", hertig av Burgund mellan 1419 och 1467. Han är avbildad med ordenstecknet för Gyllene skinnets orden, som han instiftade.

Filip II erhöll 1384 Artois, Franche-Comté och Flandern, det senare ett av det dåtida Europas rikaste industri- och handelscentra. Härtill lades senare grevskapet Charolais. De säregna regeringsförhållandena i Frankrike under årtiondena runt 1400 gynnade Burgunds utveckling som en självständig stat. Filip II och hans son Johan den orädde försökte trygga sitt inflytande på Frankrikes styre under deras släkting Karl VI av Frankrikes sinnessjukdom och invecklades därigenom i svåra strider med andra medlemmar av kungahuset. Johan lät 1407 mörda sin motståndare Ludvig av Orleans men blev själv mördad vid en underhandling med dauphin Karl, senare Karl VII av Frankrike. Dessa strider medförde, att Burgund under den följande tiden, i allians med engelsmännen kom att stå i direkt konflikt med Frankrike. Dess landområden utökade ytterligare genom giftermåls- och arvsfördrag samt krig med Namur, Brabant, Hainaut, Holland, Zeeland och Friesland. 1435 slöt Filip III av Burgund fred med Frankrike och erhöll grevskapen Mâcon och Auxerre samt viktiga områden i norra Frankrike vid Somme.
Hertigdömet Burgund var under senmedeltiden ett av Europas främsta kulturområden och en betydande militärstat. Det rika belgiska handels- och industriområdena var rikets ekonomiska ryggrad och huvudstaden Dijon var platsen för ett glänsande riddar- och hovliv. Skulptur, måleri, musik och litteratur blomstrade inom riket. Karl den djärves misslyckade krig mot schweizarna och fall i slaget vid Nancy 1477 ledde till att Frankrike återtog vissa områden och Maximilian av Österrike, gift med Karl den djärves dotter Maria, måste i fördraget i Arras 1482 avstå Bourgogne och gränsområdena i norr till Ludvig XI av Frankrike. Franche-Comté och Artois skulle tillfalla dauphin Karl vid hans giftermål med Maximilians dotter. Detta gick dock om intet, och Franche-Comté och Artois återlämnades genom fördraget i Senlis 1493. I Burgund regerade Filip I av Kastilien, Maximilians son, till 1506 och därefter Filips och Johanna den vansinnigas son Karl. Då denne 1516 ärvde Spanien och 1519 blev tysk kejsare, införlivades de återstående burgundiska länderna med det habsburgska väldet och befriades 1526 från all länsplikt till Frankrike. Det egentliga Bourgogne, som gett riket dess namn, förblev en fransk provins.
Under medeltiden fanns det flera inflytelserika kloster i regionen, till exempel Cluny, Citeaux och Vézelay. Bourgogne har även fått sin beskärda del av förfall och endast sex av från början 32 tempel och herrgårdsbyggnader finns idag kvar. Av dessa är tre öppna för allmänheten.